# Coxixola
Coxixola là một đô thị thuộc bang Paraíba, Brasil. Đô thị này có diện tích 119,059 km², dân số năm 2007 là 1719 người, mật độ 14,4 người/km².